# Super Monkey Ball
Super Monkey Ball ist eine Reihe von Geschicklichkeits-Computerspielen, die seit 2001 von Sega vermarktet werden.

## Beschreibung

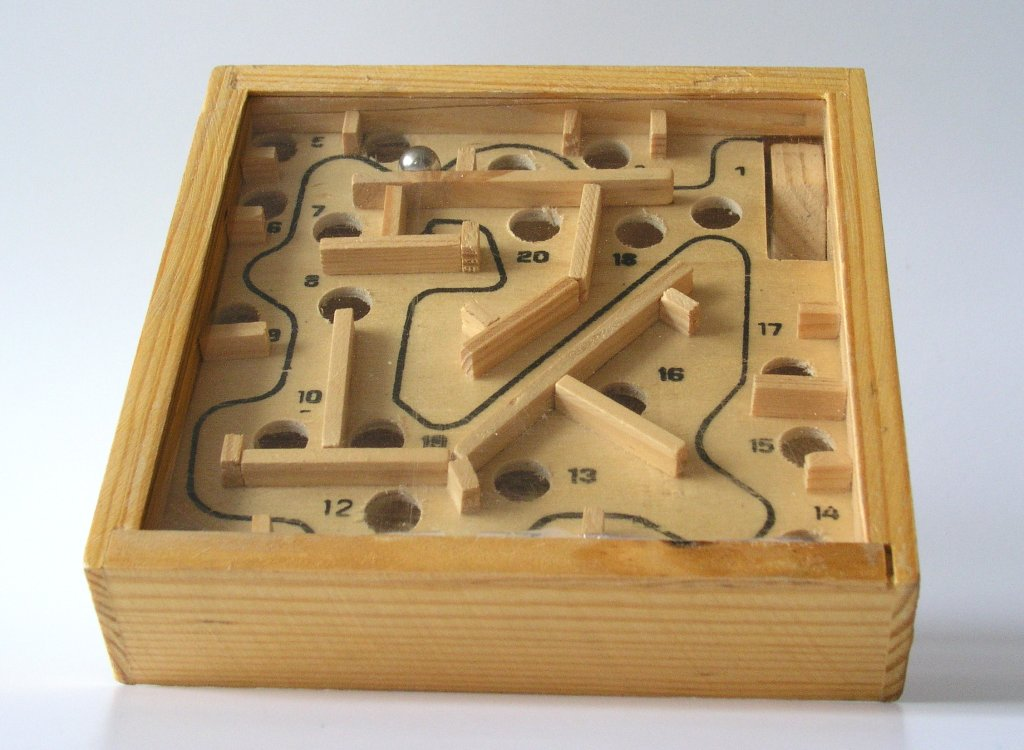
Ein Kugellabyrinth

Das Spielprinzip ist vergleichbar mit festen Spielen, wie etwa einem Kugellabyrinth, bei dem der Spieler eine Kugel nur durch die Neigung einer Grundplatte durch einen vorgeschriebenen Weg manövriert. Bei Super Monkey Ball wird diese Kugel als eine feste Blase dargestellt, die einen wählbaren Affen enthält. Der Spieler neigt also die dargestellte Spielwelt mit Hilfe der analogen Richtungsbestimmung eines Gamepads und bewegt so diesen Affen durch verschiedene Level. Super Monkey Ball ist außerdem für seine Minispiele bekannt.

## Spiele

### Monkey Ball / Super Monkey Ball
Der erste Teil der Serie wurde von Amusement Vision (ehemals AM4) programmiert und als Monkey Ball als Arcade-Spiel veröffentlicht. Die Firma stellte zum Verkaufsstart des Nintendo GameCubes mit Super Monkey Ball eine Version für die Konsole fertig.

### Super Monkey Ball 2
Super Monkey Ball 2 wurde 2002 von Sega für den Nintendo GameCube veröffentlicht. Im Gegensatz zum Vorgänger enthält es eine Geschichte, die während des Spielens erzählt wird. Das Spiel erhielt auf der Electronic Entertainment Expo 2002 den Game Critics Awards in der Kategorie „Bestes Puzzle/Spaßspiel“.

### Super Monkey Ball Deluxe
Super Monkey Ball Deluxe wurde 2005 für PlayStation 2 und Xbox veröffentlicht. Es enthält alle Level aus den beiden Vorgängern, sowie 47 exklusive, was die Anzahl auf 300 steigert.

### Super Monkey Ball Jr.
Super Monkey Ball Jr. wurde 2002 von THQ für den Game Boy Advance veröffentlicht. Es ist eines der wenigen Spiele für diese Konsole, die deren 3D-Grafikmöglichkeiten nutzt.

### Super Monkey Ball: Touch & Roll
Super Monkey Ball: Touch & Roll wurde 2005 von Sega für den Nintendo DS veröffentlicht.

### Super Monkey Ball Adventure
Super Monkey Ball Adventure wurde von Traveller’s Tales entwickelt und 2006 von Sega für PlayStation 2, GameCube und PlayStation Portable veröffentlicht.

### Super Monkey Ball: Banana Blitz
Super Monkey Ball: Banana Blitz wurde 2006 zum Start der Nintendo Wii exklusiv für diese Konsole von Sega veröffentlicht. Das Spiel macht Gebrauch von deren Steuerungseinheit, der Wii Remote, indem die Neigung der Fernbedienung das Spielfeld bewegt. Als Erweiterung zu den vorherigen Spielen ist es in Banana Blitz möglich mit der Spielfigur zu springen. Außerdem wurden erstmals in der Serie Endgegner eingeführt. Alle Charaktere aus den früheren Versionen sind spielbar, zudem fügten die Entwickler zwei weitere hinzu. Der Bereich der Minispiele wurde ebenfalls stark erweitert. Mit einer Zahl von 50 Spielen, kann Banana Blitz, quantitativ gesehen, mit Veröffentlichungen, wie Rayman Raving Rabbids, die sich lediglich auf Minispiele beschränken, konkurrieren.

### Super Monkey Ball (iPhone)
Exklusiv für das iPhone erschien 2008 unter dem einfachen Namen Super Monkey Ball ein weiterer Ableger der Serie. Mit der Touchscreensteuerung sowie dem integrierten Accelerometer wird eine komplett neue Möglichkeit der Steuerung offenbart. Insgesamt stehen 4 Charaktere, 5 Welten und 110 Levels zur Verfügung.

### Super Monkey Ball: Step & Roll
Super Monkey Ball: Step & Roll wurde 2010 von Sega für die Nintendo Wii veröffentlicht. Wie bei Super Monkey Ball: Banana Blitz wird die Neigungsfunktion der Wiimote zur Bewegung des Spielfeldes genutzt. Erstmals kann nun aber alternativ das Wii Balance Board anstelle der Wiimote als Bedienung benutzt werden.

### Super Monkey Ball: Banana Splitz
Super Monkey Ball: Banana Splitz wurde 2012 von Sega exklusiv für die PlayStation Vita veröffentlicht. Es benutzt die Bewegungssteuerungen der der Konsole um AiAi zu steuern.

### Super Monkey Ball: Banana  Blitz HD
Super Monkey Ball: Banana Blitz HD wurde 2019 von Sega für Nintendo Switch, PlayStation 4, Xbox One und für Microsoft Windows über die Plattform Steam veröffentlicht. Es ist ein Remake in HD von Super Monkey Ball: Banana Blitz, das für die Nintendo Wii in 2006 veröffentlicht wurde.

### Super Monkey Ball Banana Mania
Super Monkey Ball Banana Mania wurde im Oktober 2021 von Sega für die Nintendo Switch, PlayStation 4, PlayStation 5, Xbox One, Xbox Series X/S, und Microsoft Windows veröffentlicht.